# Andrew Teilo
Andrew Teilo (* in Carmarthen, Carmarthenshire) ist ein walisischer Schauspieler.

## Leben
Teilo wurde in Carmarthen als Sohn einer Bauernfamilie geboren. Er erlangte nationale Bekanntheit durch seine Serienrolle des Hywel Llywelyn in der BBC-Seifenoper Pobol y Cwm. Mit Unterbrechung stellt er die Rolle seit 1994 dar. In der Fernsehserie Baker Boys verkörperte er 2011 zwei verschiedene Rollen in jeweils einer Episode. Von 2019 bis 2021 studierte er an der Swansea University die Walisische Sprache und schloss sein Studium erfolgreich mit dem Master of Arts ab.
Von 1991 bis 2017 war er als Schauspieler, Musiker und Designer in West Wales tätig. Er ist mit der Schwester der Schauspielerin Mali Harries verheiratet.

## Filmografie
- seit 1994: Pobol y Cwm (Fernsehserie)
- 2011: Baker Boys (Fernsehserie, 2 Episoden)